# Morti nel 1308
| Questa pagina contiene informazioni ricavate automaticamente dalle voci biografiche con l'ausilio del template Bio e di un bot. L'aggiornamento è periodico e automatico e ricostruisce completamente la pagina. Se manca una persona in questa lista, sei pregato di non aggiungerla, ma accertati piuttosto che la sua voce biografica contenga il template Bio e che i dati anagrafici siano correttamente compilati. Se il template Bio manca, inseriscilo tu stesso o, in alternativa, metti l'avviso {{tmp\|Bio}} che ne segnala la mancanza. Se i dati riportati sono sbagliati, correggi direttamente la voce biografica; le modifiche saranno visibili in questa lista entro pochi giorni. Per chiarimenti vedi il progetto biografie. La lista contiene solo le 31 persone che sono citate nell'enciclopedia e per le quali è stato implementato correttamente il template Bio. Pagina aggiornata al 18 giu 2025. |

- 17 gennaio - Pierre de Belleperche, giurista, politico e vescovo cattolico francese
- 6 febbraio - Francesco I da Parma, arcivescovo cattolico italiano
- 18 marzo - Jurij I di Galizia, nobile ucraino (n. 1252)
- 14 aprile - Abu Zayyan Muhammad I, sovrano
- 16 aprile - Guglielmo I di Berg, nobile
- 1º maggio - Alberto I d'Asburgo, sovrano (n. 1255)
- 22 maggio - Amedeo II di Ginevra, nobile
- 4 luglio - Eberardo I, conte di Mark, nobile tedesco
- 27 luglio - Abu Thabit 'Amir, sultano (n. 1284)
- 17 agosto - Chiara da Montefalco, religiosa italiana (n. 1268)
- 4 settembre - Margherita di Borgogna, regina (n. 1250)
- 10 settembre - Go-Nijō, imperatore giapponese (n. 1285)
- 5 ottobre - Guido II de la Roche, duca (n. 1280)
- 6 ottobre - Corso Donati, militare e politico italiano
- 6 ottobre - Berardo Maggi, vescovo cattolico italiano
- 10 ottobre - Patrick Dunbar, VIII conte di March, nobile scozzese (n. 1242)
- 1º novembre - Contessa Tagliapietra, nobildonna italiana (n. 1288)
- 8 novembre - Duns Scoto, filosofo e teologo scozzese
- 16 dicembre - Trần Nhân Tông, imperatore vietnamita (n. 1258)
- 21 dicembre - Enrico I d'Assia, nobile tedesco (n. 1244)
- Andreotto di Arborea, sovrano
- Vakhtang III di Georgia, re (n. 1276)
- Iacopo II Barozzi, nobile italiano
- John Comyn, nobile, politico e condottiero scozzese
- Filippo di Dampierre, nobile fiammingo
- Enrico II di Ventimiglia
- Enrico II di Werle, principe
- Azzo VIII d'Este, nobile
- Könchek, condottiero mongolo
- Ramberto Primadizzi, vescovo cattolico italiano
- Ralph Sandwich, politico e magistrato inglese (n. 1235)